# Guerra di Smalcalda
La guerra di Smalcalda (in lingua tedesca Schmalkaldischer Krieg) si riferisce ad un breve periodo di violenze, tra il 1546 e il 1547, avvenuto tra le forze dell'imperatore Carlo V comandate dal duca d'Alba, don Fernando Álvarez de Toledo e la luterana Lega di Smalcalda nei domini del Sacro Romano Impero.

## Contesto storico

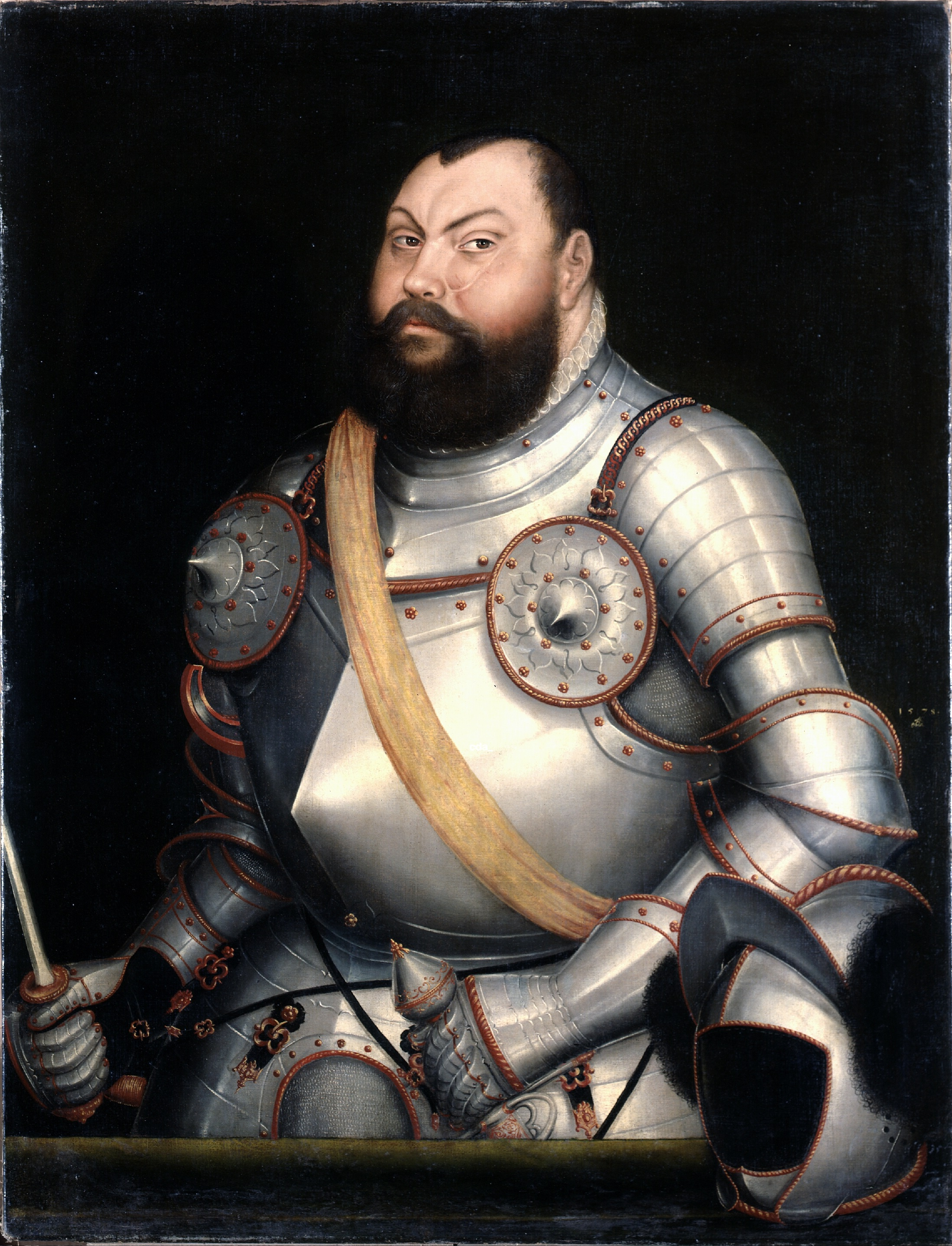
Giovanni Federico I di Sassonia di Lucas Cranach il Giovane.

Nel corso della Riforma luterana numerosi Stati imperiali avevano adottato la nuova confessione, nonostante l'opposizione della cattolica casa d'Asburgo, che considerava queste conversioni come una ricerca di maggiore autonomia a scapito dell'autorità imperiale centrale. Alla dieta di Worms del 1521, l'imperatore Carlo V aveva bandito Martin Lutero e vietato la proliferazione dei suoi scritti, che nel 1529 provocarono la protesta di Spira in diversi Stati luterani. Le tensioni culminarono in un conflitto aperto sulla luterana Confessione augustana del 1530, la cui apologia, scritta da Filippo Melantone, venne respinta dall'imperatore. A sua volta vari stati luterani, guidati dall'elettore Giovanni Federico I di Sassonia e dal langravio Filippo I d'Assia si riunirono nella città di Smalcalda, dove costituirono la Lega di Smalcalda nel 1531.
Nel 1544, Carlo V, tornato in Germania dalla guerra d'Italia dopo aver firmato il trattato di Crépy, cominciò a stringere alleanze non solo con papa Paolo III, ma anche con i principi luterani, soprattutto con il duca Maurizio di Sassonia, cugino dell'Albertino elettore di Sassonia Giovanni Federico I. In vista dei preparativi dell'imperatore per la battaglia, i capi della Lega di Smalcalda si riunirono a Ichtershausen, il 4 luglio 1546, convenendo che sarebbe stato opportuno un attacco preventivo, al fine di agire prima che Carlo V potesse concentrare un notevole esercito di mercenari.

## Cronologia
La guerra scoppiò in Svevia quando un esercito luterano unito, costituito da varie città libere, occupò la cattolica Füssen, sede del principe-vescovo di Augsburg, facendo muovere le forze imperiali verso la fortezza di Ingolstadt nel ducato di Baviera. Tuttavia, i piani per invadere l'austriaco Tirolo, al fine di bloccare l'imperatore durante il trasferimento delle truppe dall'Italia, non ottenne l'approvazione dei principi di Smalcalda. Sia il duca Guglielmo IV di Baviera che l'arciduca austriaco Ferdinando I d'Asburgo si dichiararono neutrali, permettendo a Carlo V di concentrare un potente esercito imperiale senza subire alcun disturbo.

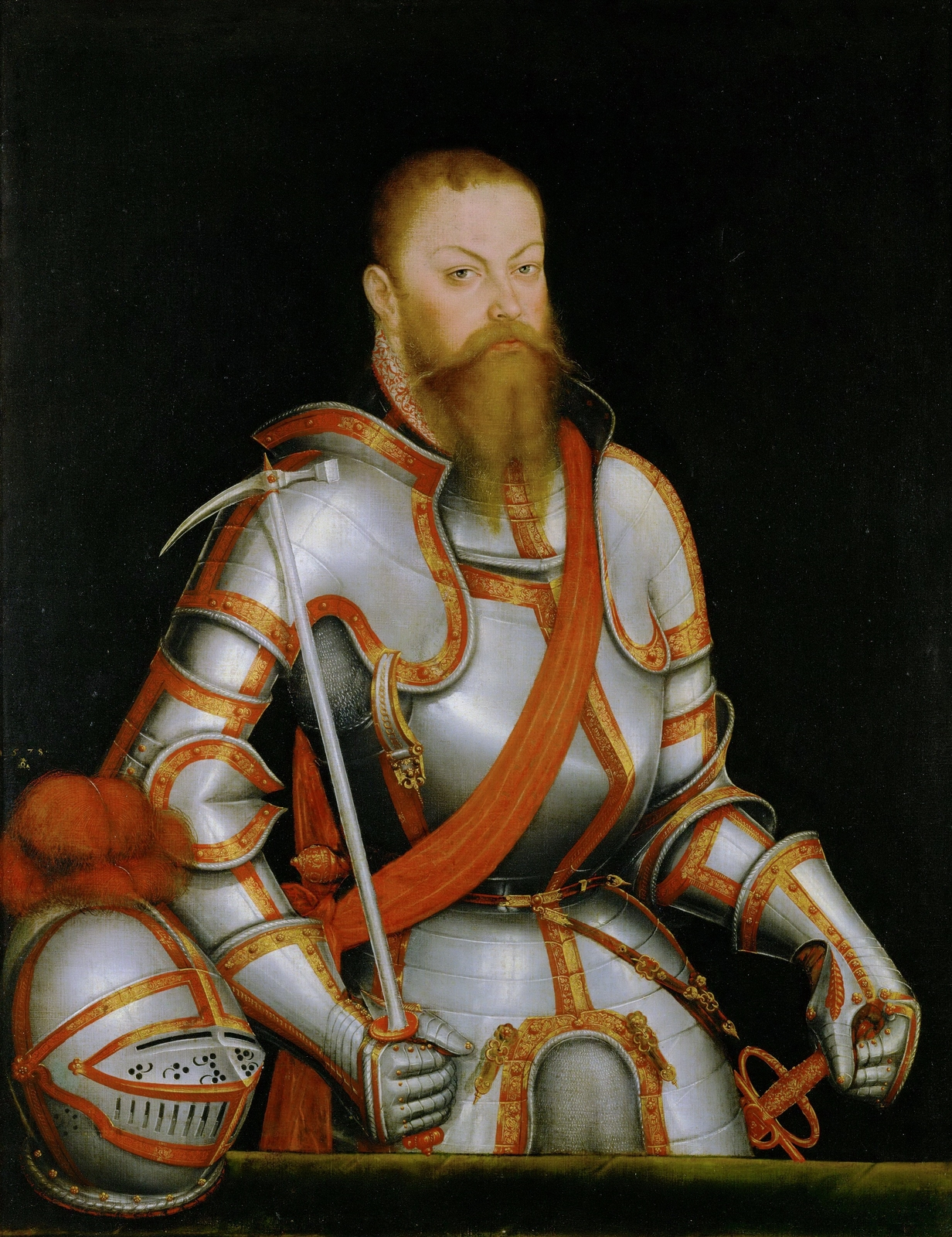
L'elettore Maurizio I di Sassonia di Lucas Cranach il Giovane

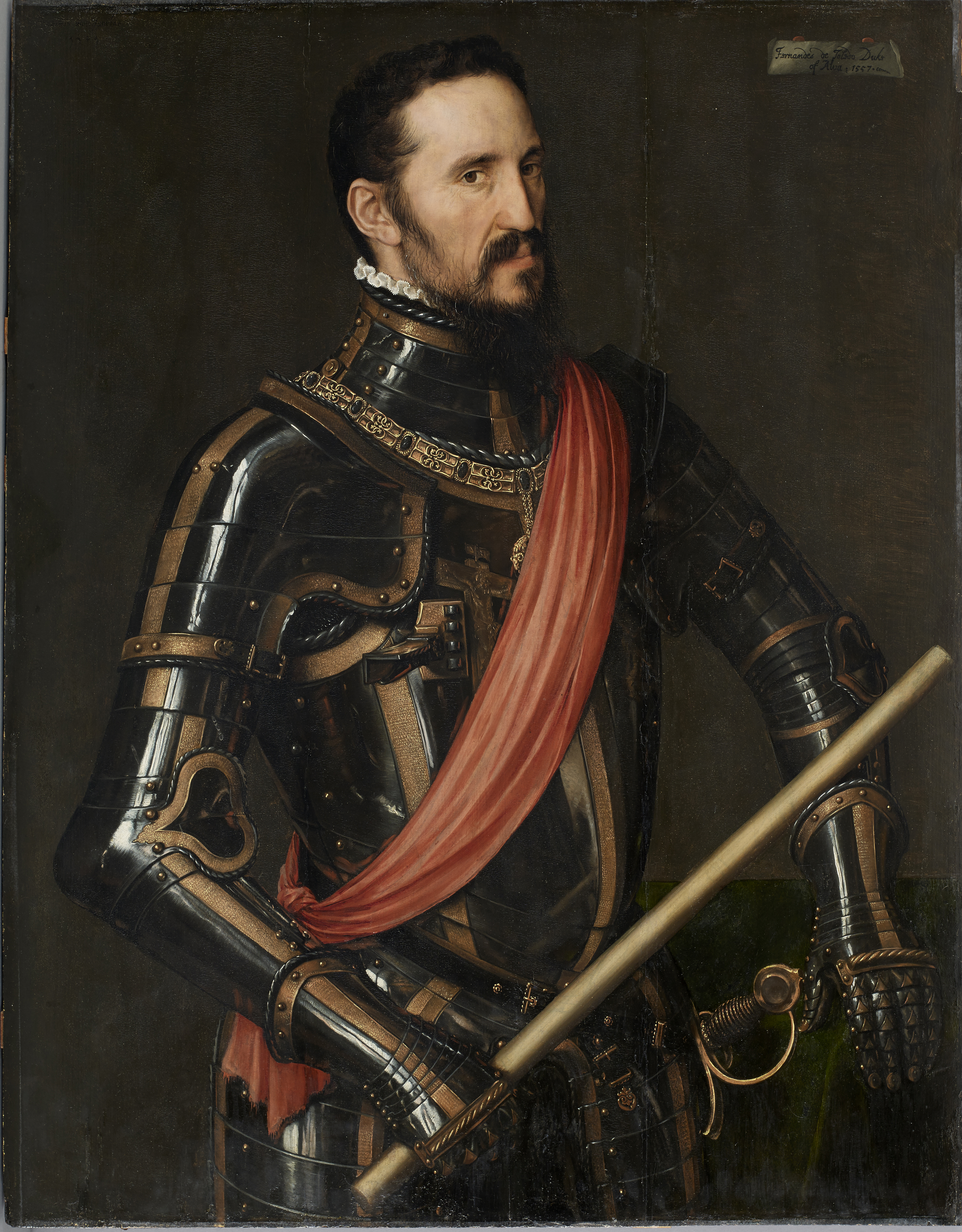
Don Fernando Álvarez de Toledo, comandante delle forze imperiali spagnole in Germania

Più avanti, i capi di Smalcalda non riuscirono a decidersi per una battaglia contro le truppe imperiali trincerate. Il 20 luglio 1546 l'elettore Giovanni Federico I e il langravio Filippo vennero posti al bando imperiale, con il pretesto che avevano deposto il duca cattolico Enrico V di Brunswick-Wolfenbüttel nel 1542. Il duca Maurizio di Sassonia colse l'occasione e nel mese di ottobre, con l'aiuto di Ferdinando I d'Asburgo, re di Boemia, invase le terre del suo rivale e cugino nella Sassonia Ernestina, costringendo l'elettore Giovanni Federico I ad indietreggiare. Ma questi quasi subito tornò dalla Svevia e liberò la Sassonia Ernestina con il suo esercito, dopo di che invase la Sassonia Albertina e le terre di Boemia adiacenti. L'inizio dell'inverno lasciò il conflitto armato del tutto inconcludente.
In Svevia le truppe dell'Assia non fecero alcuna ulteriore azione, mentre i luterani Ulrico di Württemberg e Federico II del Palatinato scelsero di sottomettersi all'imperatore. Il 28 marzo 1547 Carlo V partì per la Boemia, dove unì le sue forze con quelle del fratello Ferdinando I di Boemia. Poiché i luterani di Boemia non fornirono alcuna assistenza militare all'elettore Giovanni Federico I, come egli aveva sperato, le forze spagnole-imperiali di Carlo V lo costrinsero alla ritirata. A causa di divergenze di strategia, le difese della Lega vennero infine instradate verso la battaglia di Mühlberg del 24 aprile 1547, dove Giovanni Federico I fu fatto prigioniero.
Dopo la battaglia, che determinò il risultato della guerra, solo due città continuarono a resistere: Brema e Magdeburgo. Entrambe le città rifiutarono di pagare le multe che Carlo aveva imposto per evitare l'occupazione da parte delle truppe imperiali. Nel caso di Brema, 12 000 soldati imperiali, sotto il comando del duca Eric II di Brunswick-Calenberg, posero invano un assedio da gennaio a maggio. Questo evento portò alla battaglia di Drakenburg il 23 maggio 1547, quando un esercito protestante della Lega di Smalcalda saccheggiò il vicino Principato di Calenberg. Con gli uomini esausti e senza rifornimenti, il duca Eric II e le sue forze imperiali si scontrarono con l'esercito della Lega e vennero rapidamente sconfitti. Durante i combattimenti, Eric fu costretto a buttarsi nel fiume Weser per salvare la propria vita. Come conseguenza della battaglia di Drakenburg, le truppe imperiali lasciarono sconfitte la Germania settentrionale.

## Conseguenze

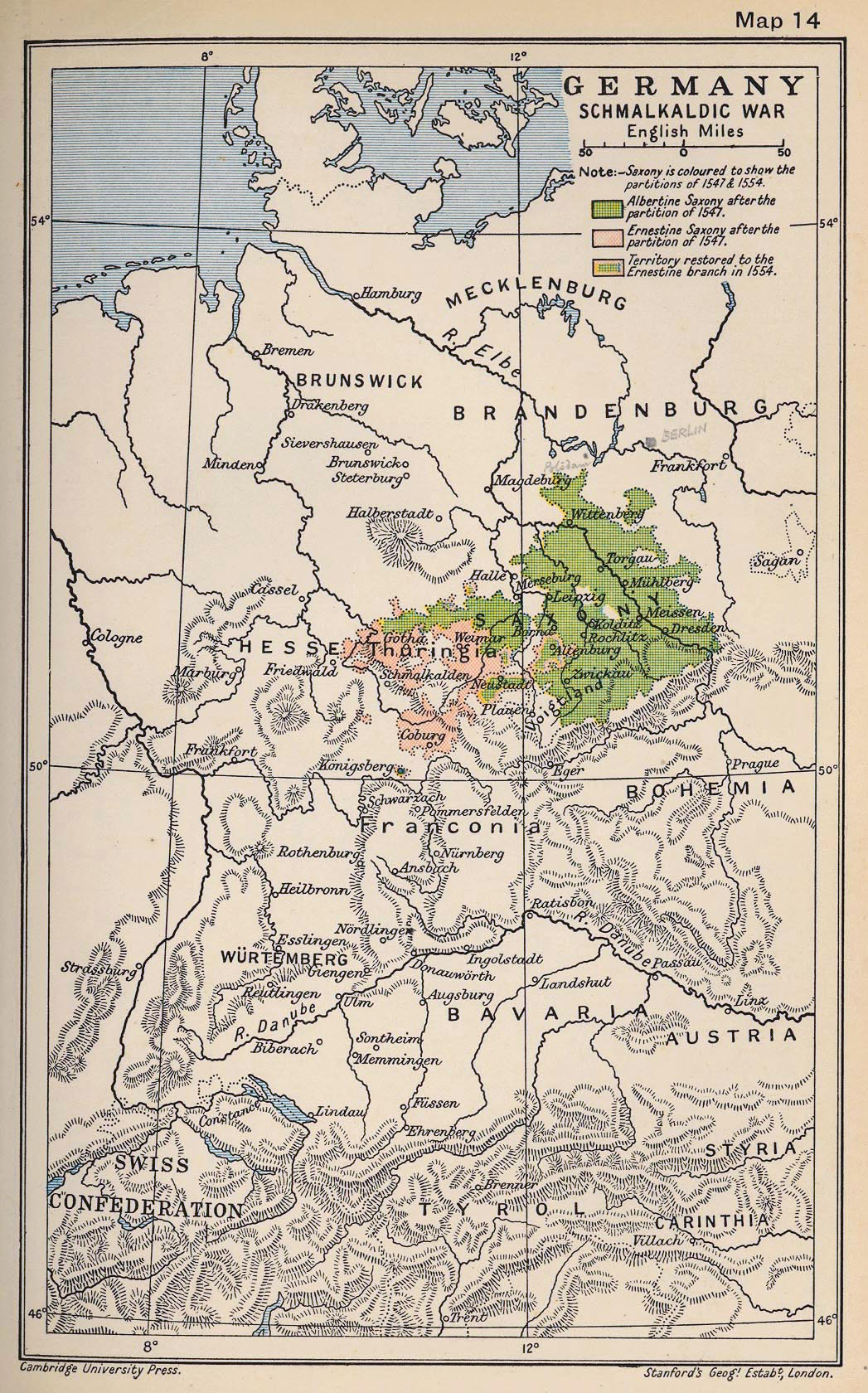
Sassonia Ernestina (rosa) e Albertina (verde) dopo la guerra di Smalcalda.

L'elettore Giovanni Federico I, in un primo momento fu condannato a morte, ma alla fine ottenne il perdono firmando la capitolazione di Wittenberg il 19 maggio 1547. Perse la dignità di principe elettore e fu costretto a cedere alcuni territori minori della Sassonia Ernestina al cugino Maurizio, che fu dichiarato il nuovo elettore sassone il 4 giugno. Maurizio, con l'aiuto del principe elettore Gioacchino II di Brandeburgo cercò di mediare in favore del suocero Filippo I d'Assia. Il langravio si recò ad Halle, dove si piegò alla misericordia dell'imperatore. Carlo V, tuttavia, lo imprigionò subito lasciando gli elettori sconvolti dal suo comportamento altezzoso.
Anche se le forze imperiali risultarono vittoriose su quelle protestanti della Lega di Smalcalda, le idee di Martin Lutero si diffusero in modo tale che non potevano essere soppresse con la forza fisica. Tuttavia il 15 maggio 1548, Carlo V, sentendosi al culmine del suo potere, dettò l'Interim di Augusta per preparare il reinserimento dei protestanti nella Chiesa cattolica. L'editto provocò un'altra rivolta dei principi protestanti nel 1552, questa volta guidata dall'elettore Maurizio di Sassonia e sostenuta da re Enrico II di Francia. Carlo V dovette fuggire dalle forze luterane preponderanti e annullare l'interim con la pace di Passau, a seguito della quale Giovanni Federico I di Sassonia e Filippo I d'Assia vennero rilasciati. Un accordo ufficiale che riconobbe la religione protestante, arrivò tre anni dopo con la pace di Augusta. L'anno successivo Carlo V abdicò volontariamente in favore del fratello Ferdinando I.